# Хосе Ігнасіо Мартінес Гарсія
Хосе Ігнасіо Мартінес Гарсія (ісп. José Ignacio Martínez García, нар. 7 березня 1989, Мадрид) — іспанський футболіст, захисник клубу «Реал Вальядолід».

## Ігрова кар'єра
У дорослому футболі дебютував 2009 року виступами за команду «Осасуна Б», в якій провів два сезони.
2011 уклав контракт з «Хетафе», в структурі якого також грав лише за другу команду. За рік став гравцем «Райо Вальєкано», в якому провів п'ять сезонів.
6 липня 2017 року уклав дворічну угоду з клубом «Реал Вальядолід», яку згодом було подовжено.